# الصافي (نجم)
الصافي (بالإنجليزية: Alsafi)‏ مشتق من العربية . أو سيجما التنين (Sigma Draconis) وهي تسمية باير . الصافي نجم يقع على بعد حوالي 18.8 سنة ضوئية من الشمس في الجزء الشمالي الغربي من كوكبة التنين، تم إعادة تصنيفة مثل نجمنا الشمس.
الصافي نجم قزم أصفر برتقالي  من نوع الطيفي G9 v , وكان نجم الصافي واحدا من أفضل 100 نجم المستهدفة من ناسا لبرنامج البحث عن الكواكب الأرضية (شبية بالارض صالحة للحياة) Terrestrial Planet Finder باختصار (TPF) قبل ان يتم تأجيل المشروع لأجل غير مسمى.
في نوفمبر 2005، كتب الفلكي مارغريت تيرنبول، أحد الذين عملوا على تحديد أفضل النجوم للبرنامج TPF لاستهداف المراصد لها، كتب أن: Sigma Draconis هو واحد من أفضل أهدافنا، ورابع أسهل نجم في الكون لاكتشاف الكواكب الأرضية نظرا لقربة من الشمس، وايضا حجم المنطقة القابلة للسكنى كبير نسبيا: ونظرا للمعان الصافي المنخفض، فإن وجود كوكب شبيه بالأرض يكون أسهل للرصد لانة سيكون أكثر لمعانا مقارنة بكواكب حول نجوم اشد لمعانا .

## الخصائص
الصافي نجم قزم من نجوم النسق الأساسي من النوع الطيفي K0 V,
درجة الحرارة، والإضاءة والنشاط السطحي يبدو أنة لا يختلف عن الشمس وكذلك دورة البقع الشمسية، على الرغم من أن طول الدورة الكامل لم يتحدد بعد (اعتبارا من 1992). التغير الكلي هو من بين أدنى المعدلات لكل النجوم التي تم قياسها بواسطة المركبة الفضائية. هيباركوس.

## البحث عن كوكب
بين عامي 2004 و 2013، تم جمع قياسات السرعة الشعاعية شاملة للنجم باستخدام مطياف عالي الدقة في مرصد كيك وأشارت البيانات إلى فترة مقدرة بحوالي 300 يوما وتشير التحليل مجتمعة إلى وجود كوكب مماثل لكتلة أورانوس- في مدار حول نجم الصافي يستغرق 308 يوما.وحتى الآن لم يتم تحديد الفترة ة المدارية بدقة حيث اشارت بيانات مكتشف الكواكب الآلي في مرصد كيك إلى فترة تعادل 300 يوم.
| رفيق (بترتيب النجوم) | كتلة   | نصف محور (AU) | الفترة المدارية (يوم) | انحراف | ميلان | نق |
| -------------------- | ------ | ------------- | --------------------- | ------ | ----- | -- |
| b (غير مؤكد)         | ≳12 م⊕ | 0.814         | 308                   | ~0     | —     | —  |

## أقراء ايضا
- قائمة أسماء النجوم العربية